# Christus vivit
Christus vivit (en latín; Vive Cristo, en español) es el título de la exhortación apostólica que el papa Francisco escribió tras la celebración de la XV Asamblea General Ordinaria del sínodo de los obispos, que tuvo como eje central a los jóvenes, la fe y el discernimiento vocacional. Se encuentra dirigida a los jóvenes y a todo el pueblo de Dios. Fue firmada en el Santuario de la Santa Casa de Loreto el 25 de marzo de 2019, en la Anunciación del Señor, y presentada el 2 de abril de 2019.